# Anti Social Social Club

Logotipo da Anti Social Social Club

A Anti Social Social Club (às vezes abreviado como ASSC e AntiSocialSocialClub ) é uma marca de streetwear fundada por Neek Lurk,   que trabalhou anteriormente para Stüssy como gerente de marketing social.
A marca fez colaborações com A Bathing Ape,  Rimowa, Dover Street Market,  Playboy,   Hello Kitty,  Hotwheels,  e DHL . 

## História
A Anti Social Social Club foi uma marca fundada em 2015 por meio do Instagram   por Neek Lurk inteiramente online sem nenhuma loja física. Ele lança coleções limitadas a cada ano. A inspiração para criar esta marca veio da luta de saúde mental do fundador aos 27 anos.  Neek usou sua marca como uma válvula de escape emocional para sua depressão. O primeiro produto produzido foi um boné básico com o logo na lateral.  Logo após sua fundação, a ASSC se tornou uma tendência muito popular na internet, e algumas celebridades começaram a usar esta marca, tais como: Kanye West, BTS e Kim Kardashian. 